# كلوقز
شركة كِلوق (بالإنجليزية: The Kellogg Company؛ الرمز في بورصة نيويورك: K)‏، المعروفة غالباً بـكِلوقز (Kellogg's) وحسب، هي شركة أمريكية متعددة الجنسيات للتصنيع الغذائي ومقرها في باتل كريك، ميشيغان، الولايات المتحدة. تنتج كِلوقز رقائق الفطور وأطعمة الراحة، بما في ذلك الكوكيز، والبسكويت المملح، ومعجنات المحمصة، وألواح الرقائق، والوجبات الخفيفة بطعم الفاكهة، وفطائر الوافل المجمدة، والأطعمة النباتية. ماركات الشركة تشمل كورن فليكس، و‌فروستيز، و‌رايس كريسبيز، و‌سبيشال كِ، و‌برينجلز، و‌بوب تارتز، و‌نوتري جراين.
يتم تصنيع منتجات كِلوقز في 18 بلداً ويتم تسويقها في أكثر من 180 دولة. أكبر مصنع كِلوقز هو في ترافورد بارك في مانشستر، المملكة المتحدة، والذي هو أيضاً موقع مقر الأوروبي للشركة. وكِلوقز حاصل على الأمر الملكي من جلالة الملكة إليزابيث الثانية و‌أمير ويلز.

## التاريخ

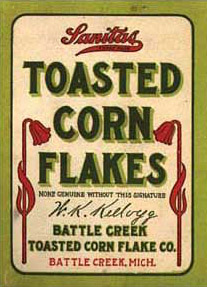
أول إصدار من رقائق الذرة المحمصة من شركة باتل كريك في عام 1906 والتي أصبحت فيما بعد شركة كيلوق للأغذية في عام 1908

عمل جون هارفي كلوق المشرف على مصحة باتل كريك بولاية ميشيغان بمعاونة أخيه ويل ك. كلوق منذ عام 1876 على تحسين النظام الغذائي النباتي لمرضى المصحة، التي كانت عبارة عن مستشفى ومنتجع صحي مشترك لطبقة النخبة والمشاهير. استدعي الأخوان كلوق لمباشرة بعض مهام المصحة بينما كانوا يطهون بعض حبوب القمح المطحونة لصنع نوع من الجرانولا، وحين عادا وجدا أن حبوب القمح المطحونة قد تكتلت وتغيرت خصائصها، فحاولا تدارك الأمر و فرد العجين بإمراره بين إسطوانتين دوارتين. وقد اندهشا عندما حصلا على الرقائق التي حمصوها وقدموها لمرضاهم، وكانت الأساس لصنع رقائق الذرة المعروفة بالكورن فليكس فيما بعد.
ازداد الطلب على منتج رقائق القمح الذي طوره الأخوان كلوق فأسس ويل ك. كلوق شركة باتل كريك توستد كورن فليك في 19 فبراير 1906، والتي سوقت منتجها باسم كلوقز توستد كورن فليكس. تغير اسم الشركة في عام 1909 مع النجاح الكبير الذي حققه منتجها لتصبح شركة كلوق توستد كورن فليكس، قبل أن تغير الشركة اسمها مجددًا في عام 1922 لتتخذ شركة كلوق اسمها الحالي.
استحوذت شركة كلوق على العديد من الشركات الصغيرة، والتي من بينها شركة سالادا فودز، وشركة فيرن الدولية، وشركة إيجو، وشركة مسز سميثز بيز، وشركة بيور باكد فودز.
استحوذت شركة كلوق على حصة 36.7٪ من سوق منتجات الحبوب الجاهزة للأكل في الولايات المتحدة الأمريكية في عام 1983. وبدأت الشركة في تقديم منتجات جديدة مثل ريزن سكويرز، وكريسبكس، ونيوتري جرين بيسكويتس، كما بدأت في تسويق منتجاتها على المستوى الدولي عبر إدخالها إلى السوق الأسترالي والياباني.
استحوذت شركة كلوقز في عام 2001 على شركة كيبلر التي تخصصت في تصنيع منتجات الأغذية والوجبات المخبوزة الخفيفة مقابل 3.87 مليار دولارًا أمريكيًا. وقامت بعد ذلك بشراء العديد من العلامات التجارية المملوكة لشركتي كاشي ومورننج ستار فارمز مثل: تشيز ات، وكراكرز، وموراي، ونيتشرال تتش.
أصبحت شركة كلوقز في عام 2012 ثاني أكبر شركة للأطعمة الخفيفة في العالم، بعد شركة بيبسيكو، بعد شرائها للعلامة التجارية لرقائق البطاطس برينجلز من شركة بروكتر وغامبل مقابل 2.7 مليار دولار أمريكي. استحوذت كلوقز أيضًا على شركة آر إكس بار للأغذية في شيكاغو مقابل 654 مليون دولار أمريكي.
أعلنت شركة كلوقز في عام 2018 وقف عملياتها في فنزويلا بسبب الأزمة الاقتصادية التي واجهتها البلاد.
بدأت شركة كلوقز في 2020 إجراءات التخلص التدريجي من استخدام مادة الغليفوسات التي جرى استخدامها كعامل تجفيف في منتجاتهم، وتعتزم الشركة التخلص النهائي من استخدامها بحلول عام 2025.

## الإيرادات
حققت شركة كلوقز إيرادات سنوية قدرت بحوالي 12.932 مليار دولارًا أمريكيًا، وقدرت القيمة السوقية للشركة بما يزيد عن 22.1 مليار دولارًا أمريكيًا في نوفمبر 2018.
بلغت أرباح الشركة في عام 2017 حوالي 1.269 مليار دولارًا أمريكيًا، بانخفاض قدره 0.7٪ عن العام المالي السابق.